# Marc Moens
Marc Moens (Ledeberg, 17 januari 1943) is een Belgisch voormalig kajakker.

## Levensloop
Moens was actief in de jaren 60 en vroege jaren 70.
Hij werd uitgeschakeld in de halve finales in het onderdeel K-1 1000 m op de Olympische Zomerspelen 1968 te Mexico-Stad. Vier jaar nadien, tijdens de Olympische Zomerspelen, werd Marc met zijn Mechelse ploegmaat Herman Naegels uitgeschakeld in de halve finale in het onderdeel K-2 1000 m.
Na zijn sprintcarrière, in de jaren 80, begon Moens met regelmatige deelname aan de wereldkampioenschappen marathon en werd hij meermaals wereldkampioen in zijn leeftijdscategorie.
In 2022 werd hij opnieuw wereldkampioen kajak marathon bij de veteranen. In februari 2024 zette hij zijn kajakactiviteiten stop. Hij was aangesloten bij de Koninklijke Cano Club Gent.